# Letnie Igrzyska Paraolimpijskie 2004
Letnie Igrzyska Paraolimpijskie 2004 – odbyły się w Atenach w Grecji w dniach 17 września do 28 września 2004 roku. Były to XII Igrzyska Paraolimpijskie. Uczestniczyło w nich 144 ekipy (około 4 000 zawodników w wieku od 11 do 66 lat). 
Niektóre zawody rozgrywane zazwyczaj na paraolimpiadzie odbyły się w ramach sportów demonstracyjnych w czasie igrzysk olimpijskich w Atenach – wyścigi na wózkach w klasie 800 m kobiet, oraz na 1500 m mężczyzn. Jednak te zawody były otwarte dla zawodników sprawnych i wobec tego nie były częścią programu paraolimpiady.
Zawodnicy z niepełnosprawnością intelektualną nie startowali w paraolimpiadzie, ze względu na problemy z klasyfikacją zawodników. Ta zmiana nastąpiła po paraolimpiadzie w 2000. Było to spowodowane faktem, że w 2000 roku w czasie paraolimpiady większość zawodników hiszpańskiego zespołu koszykarskiego nie wykazywała niepełnosprawności.

## Maskotka igrzysk
Zgodnie z tradycją Letnie Igrzyska Paraolimpijskie promowane są przez maskotkę: konika morskiego o imieniu Proteas.

## Ceremonia otwarcia igrzysk

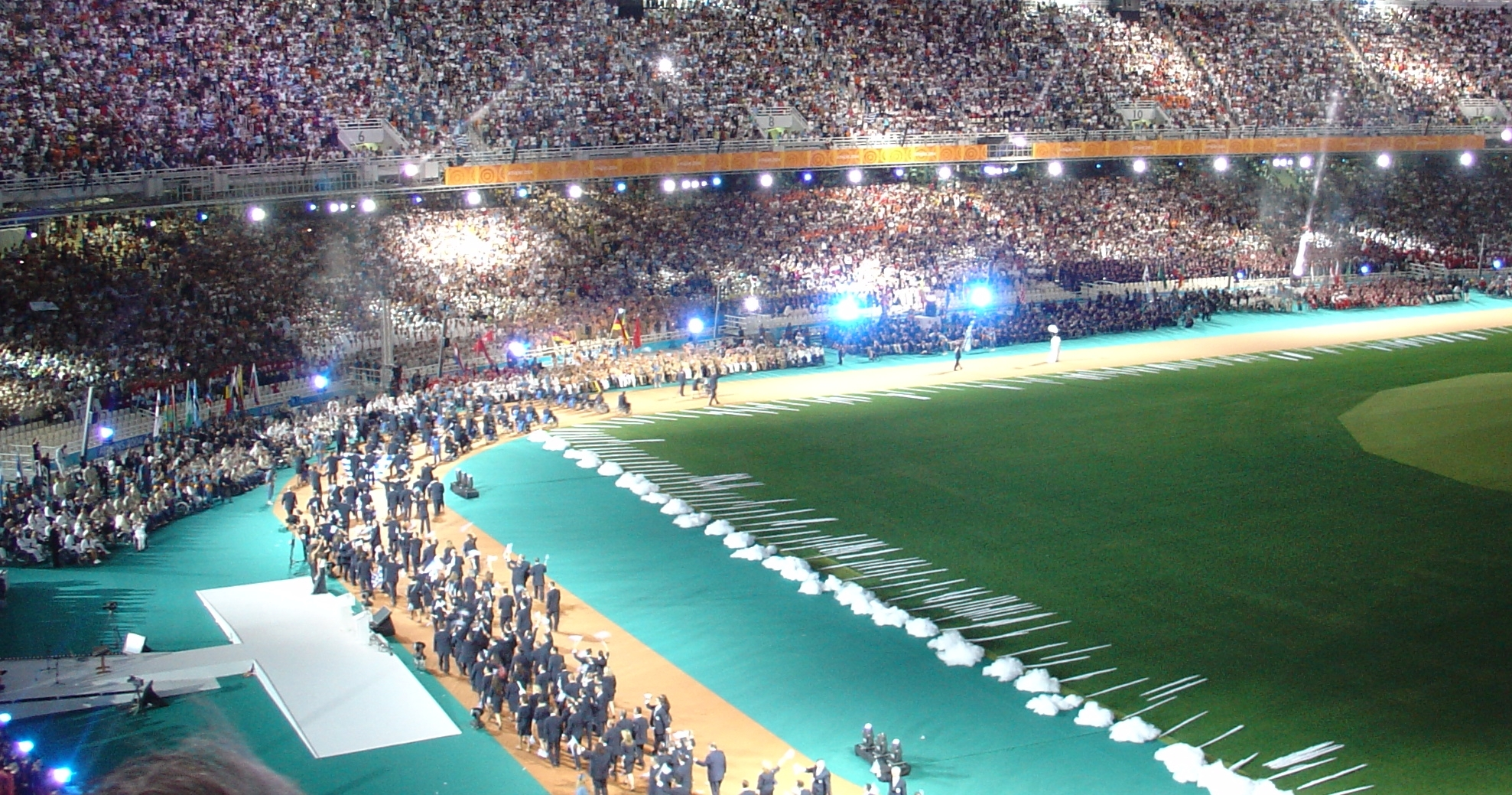
Ceremonia otwarcia igrzysk

## Dyscypliny
| - łucznictwo - lekkoatletyka - boccia - kolarstwo - jeździectwo - piłka pięcioosobowa - piłka siedmioosobowa - goalball - judo - podnoszenie ciężarów | - żeglarstwo - strzelectwo - pływanie - tenis stołowy - siatkówka - koszykówka na wózkach - szermierka na wózkach - rugby na wózkach - tenis na wózkach |

## Państwa uczestniczące
| - Afganistan - Algieria - Angola - Arabia Saudyjska - Argentyna - Armenia - Australia - Austria - Azerbejdżan - Bahrain - Bangladesz - Barbados - Belgia - Benin - Bermudy - Białoruś - Bośnia i Hercegowina - Botswana - Brazylia - Bułgaria - Chile - Chiny - Chińskie Tajpej - Chorwacja - Cypr - Czechy - Dania | - Dominikana - Egipt - Ekwador - Estonia - Ethiopia - Fidżi - Filipiny - Finlandia - Francja - Ghana - Grecja - Gwatemala - Gwinea - Hiszpania - Holandia - Honduras - Hongkong - Indie - Indonezja - Irak - Iran - Irlandia - Islandia - Izrael - Jamajka - Japonia - Jordania - Kambodża | - Kanada - Katar - Kazachstan - Kenia - Kirgistan - Kolumbia - Korea Południowa - Kostaryka - Kuba - Kuwejt - Lesotho - Litwa - Libia - Liechtenstain - Łotwa - Macedonia - Makau - Malezja - Mali - Maroko - Mauretania - Mauritius - Meksyk - Mołdawia - Mongolia - Namibia - Nepal - Niemcy | - Niger - Nigeria - Nikaragua - Norwegia - Nowa Zelandia - Omam - Pakistan - Palestyna - Panama - Peru - Polska - Portoryko - Portugalia - Rep. Płd. Afryki - Republika Środkowoafrykańska - Republika Zielonego Przylądka - Rosja - Rumunia - Rwanda - Salwador - Samoa - Senegal - Serbia i Czarnogóra - Singapur - Słowacja - Słowenia | - Sri Lanka - Stany Zjednoczone - Sudan - Surinam - Syria - Szwajcaria - Szwecja - Tadżykistan - Tajlandia - Tanzania - Tonga - Tunezja - Turcja - Turkmenistan - Uganda - Ukraina - Urugwaj - Uzbekistan - Wenezuela - Węgry - Wielka Brytania - Wietnam - Włochy - Wybrzeże Kości Słoniowej - Wyspy Owcze - Zimbabwe - Zjednoczone Emiraty Arabskie |

## Medale
| Rk    | Kraj              | Złoto | Srebro | Brąz | Razem |
| 1.    | Chiny             | 63    | 46     | 32   | 141   |
| 2.    | Wielka Brytania   | 35    | 30     | 29   | 94    |
| 3.    | Kanada            | 28    | 19     | 25   | 72    |
| 4.    | Stany Zjednoczone | 27    | 22     | 39   | 88    |
| 5.    | Australia         | 26    | 38     | 36   | 100   |
| 6.    | Ukraina           | 24    | 12     | 19   | 55    |
| 7.    | Hiszpania         | 20    | 27     | 24   | 71    |
| 8.    | Niemcy            | 19    | 28     | 32   | 79    |
| 9.    | Francja           | 18    | 26     | 30   | 74    |
| 10.   | Japonia           | 17    | 15     | 20   | 52    |
| . . . |                   |       |        |      |       |
| 18.   | Polska            | 10    | 25     | 19   | 54    |